# Столиця Республіки Казахстан

Нурсултан

Столиця Республіки Казахстан — місто Астана.  Щорічно 6 липня у Казахстані відзначається День столиці.

## Хронологія столиць Казахстану

Мечеть у місті Семей

Терени сучасного Казахстану у 1465–1781 роках займало Казахське ханство, столиця якого розташовувалася у Созаку (1465-1469, 1511-1521), Сигнаку (1469-1511, 1521-1599) й Туркестані (1599-1729).
У новітній час першою столицею Казахстану (Алашскої автономії) в 1917—1920 роках було місто Семей, у той час Алаш-кала.
У створеній в складі РРФСР Киргизької АРСР з 1920 року столицею було місто Оренбург.
1925 року республіка отримала назву Казакська АССР, столиця була перенесена до міста Ак-Мечеть, в зв'язку з цим перейменованого на Кизил-Орду.
1929 року столиця республіки знову була перенесена, на цей раз до Алма-Ати. 1936 року Казакська АССР була виведена зі складу РРФСР і перетворена на Казахську РСР.
Від 1929 до 1936 року Алма-Ата була столицею Казакської АРСР, від 1936 до 1991 — столицею Казахської РСР, від 1991 до 1997 року столицею Республіки Казахстан. Єдине місто-мільйонер Республіки Казахстан.

## Сучасність
Офіційно Акмола була проголошена столицею Казахстану 10 грудня 1997 року. 6 травня 1998 року столицю перейменували на Астану. 10 червня 1998 року Астана представлена як столиця на міжнародному рівні. За Алмати закріплюється статус Південної столиці Казахстану.
Приблизно від травня 1999 місто Атирау в пресі стали називати Нафтовою столицею Казахстану. До цього часу почесний титул нафтової столиці Казахстану носило місто Актау.

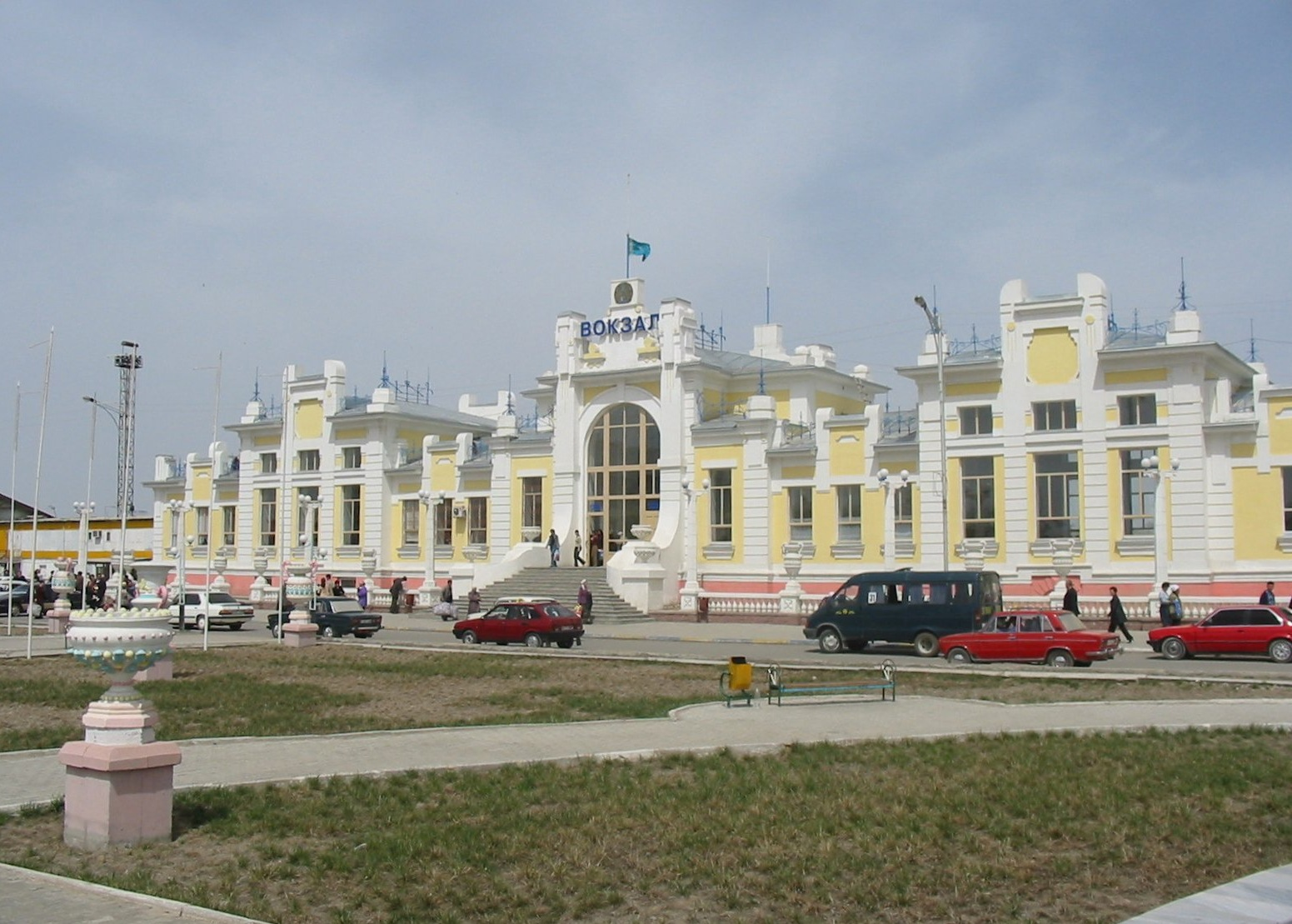
Вокзал у місті Кизил-Орда

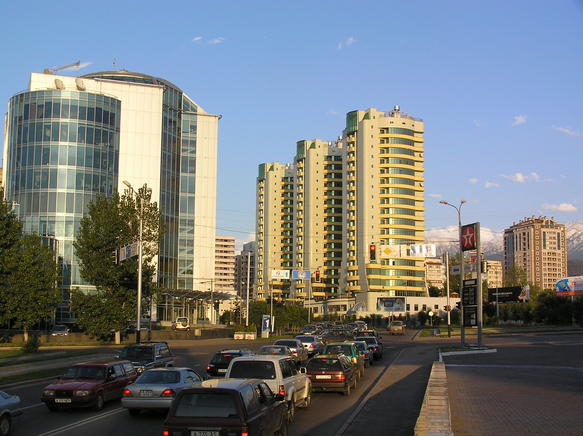
Місто Алмати